# NGC 5601
NGC 5601 في الفهرس العام الجديد، هي مجرة، تقع في كوكبة العواء. اكتشفت في 27 مارس 1867 .

## روابط خارجية
- NGC 5601 على موقع ويكي سكاي: DSS2, SDSS, GALEX, IRAS, Hydrogen α, X-Ray, Astrophoto, Sky Map, Articles and images